# Bros gaffeltandmos
Bros gaffeltandmos (Dicranum tauricum)  is een soort uit het geslacht gaffeltandmos (Dicranum).

## Determinatie
Bros gaffeltandmos is aan de afbrekende bladtoppen gemakkelijk te herkennen. Dankzij de smalle, stijf afstaande blaadjes is de soort de 'punker' onder de gaffeltandmossen. De mannelijke planten zijn even groot als de vrouwelijke planten.

## Ecologie
Het koloniseert dood hout en boomvoeten van beuk, eik en berk in de bossen op de hogere zandgronden. Sporadisch wordt het gevonden in broekbossen op zwarte els en wilg.

## Verspreiding
Het komt oorspronkelijk uit het westen van Noord-Amerika en is in Europa geïntroduceerd.
In Nederland is bros gaffeltandmos vrij algemeen. Het staat niet op de Nederlandse Rode Lijst en is niet bedreigd. Vrijwel alle vondsten van de soort dateren van na 1950 en de soort lijkt aan een succesvolle opmars bezig. Het aantal vindplaatsen in het noorden en langs de kust is beperkt. Verspreiding vindt plaats door middel van afbrekende bladtoppen. Omstreeks 2007 zijn sporenkapsels van bros gaffeltandmos ontdekt in oude luchtvochtige bossen bij Driebergen, bij Leersum en op de oostelijke Veluwe. Net als bossig gaffeltandmos zal het vermoedelijk ook profiteren van het ouder worden van de Nederlandse (klei)bossen en het in positieve zin gewijzigde bosbeheer ten aanzien van dood hout.

## Fotogalerij

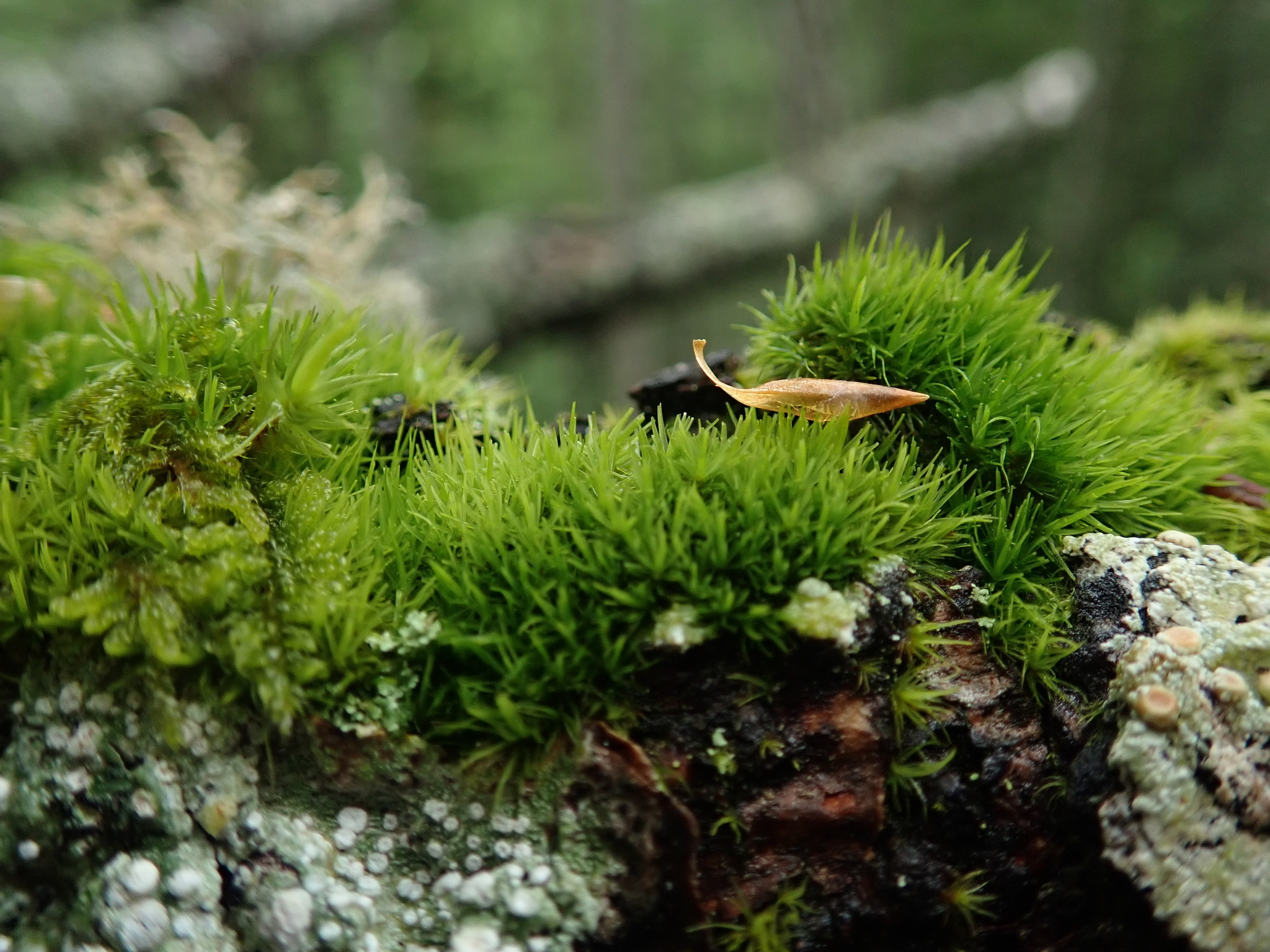
Habitus
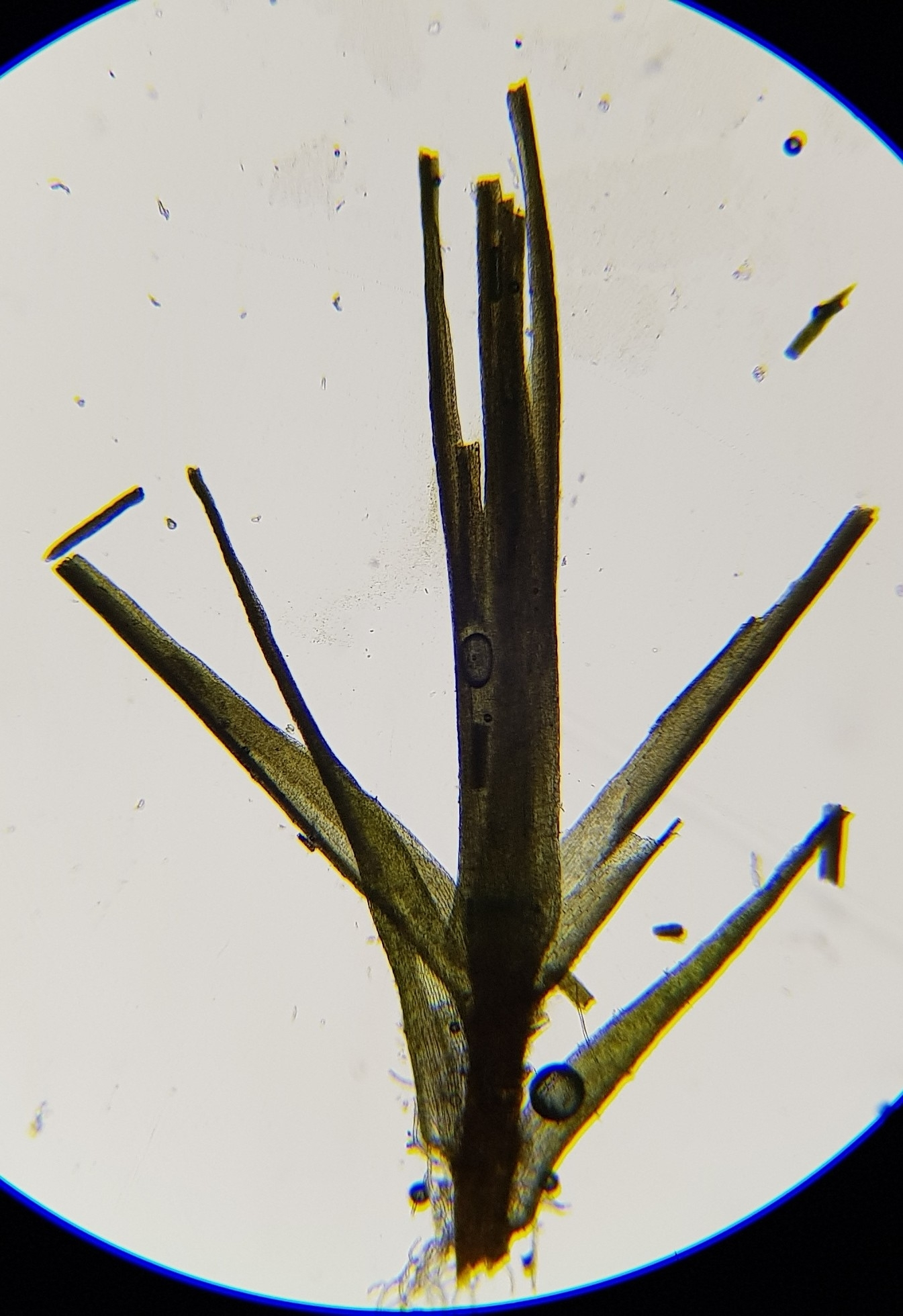
Bladeren
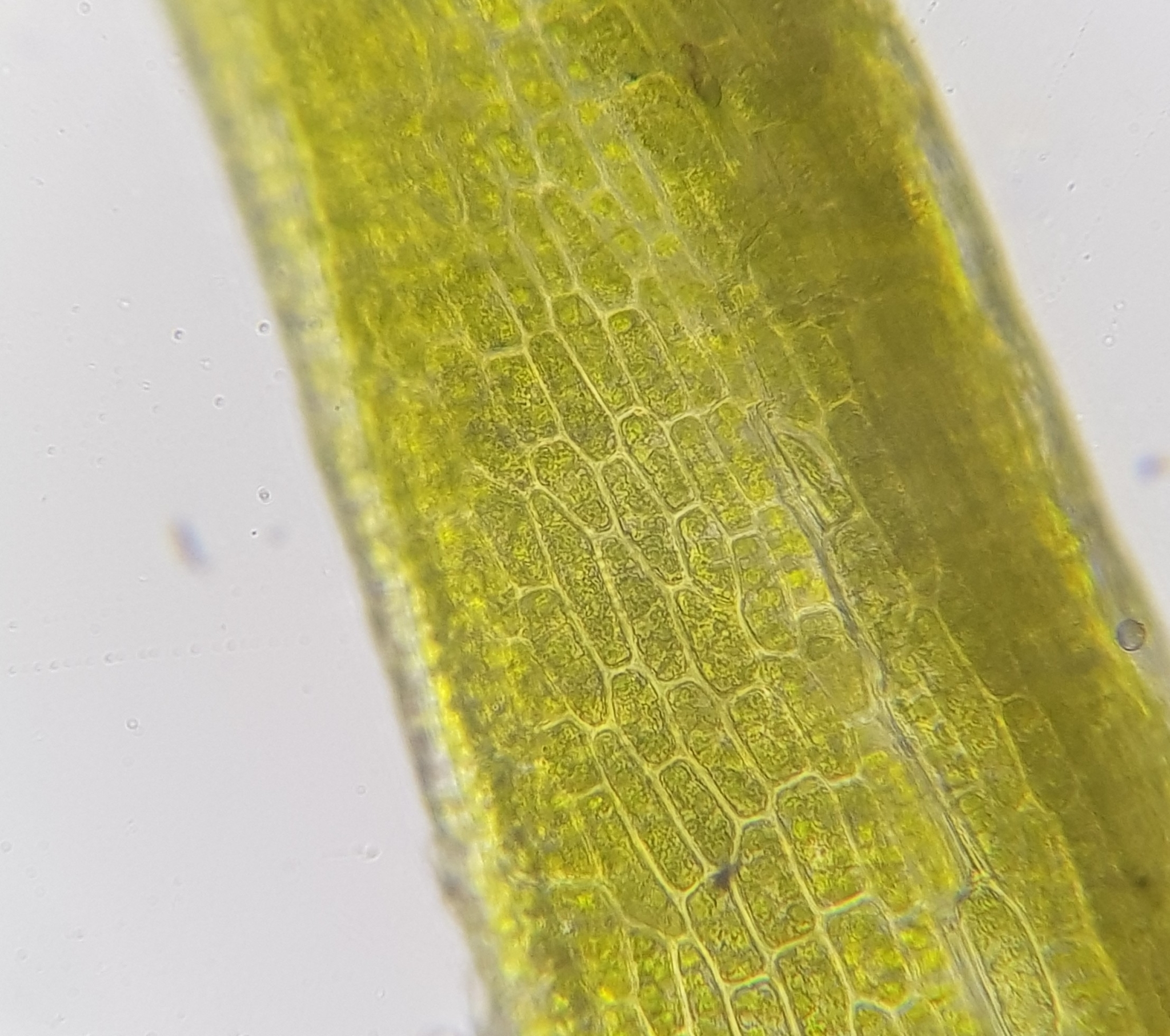
Bladcellen